# پریتزی
پریتزی (به ایتالیایی: Prizzi) یک کومونه در ایتالیا است که در استان پالرمو واقع شده‌است.

## خصوصیات
پریتزی ۹۵ کیلومترمربع مساحت و ۵٬۱۵۲ نفر جمعیت دارد و ۱٬۰۴۵ متر بالاتر از سطح دریا واقع شده‌است.